# U-Bahnhof Buchenkamp
Der U-Bahnhof Buchenkamp ist eine Haltestelle der Hamburger U-Bahn-Linie U1 in Hamburg-Volksdorf. Er ist der letzte Bahnhof des Linienastes nach Großhansdorf auf hamburgischem Gebiet. Die Landesgrenze zu Schleswig-Holstein befindet sich kurz hinter dem Ostkopf des Bahnhofs.
Das Kürzel der Station bei der Betreiber-Gesellschaft Hamburger Hochbahn lautet „BP“. Der U-Bahnhof hat täglich 2.771 Ein- und Aussteiger (Mo–Fr, 2019).

## Anlage

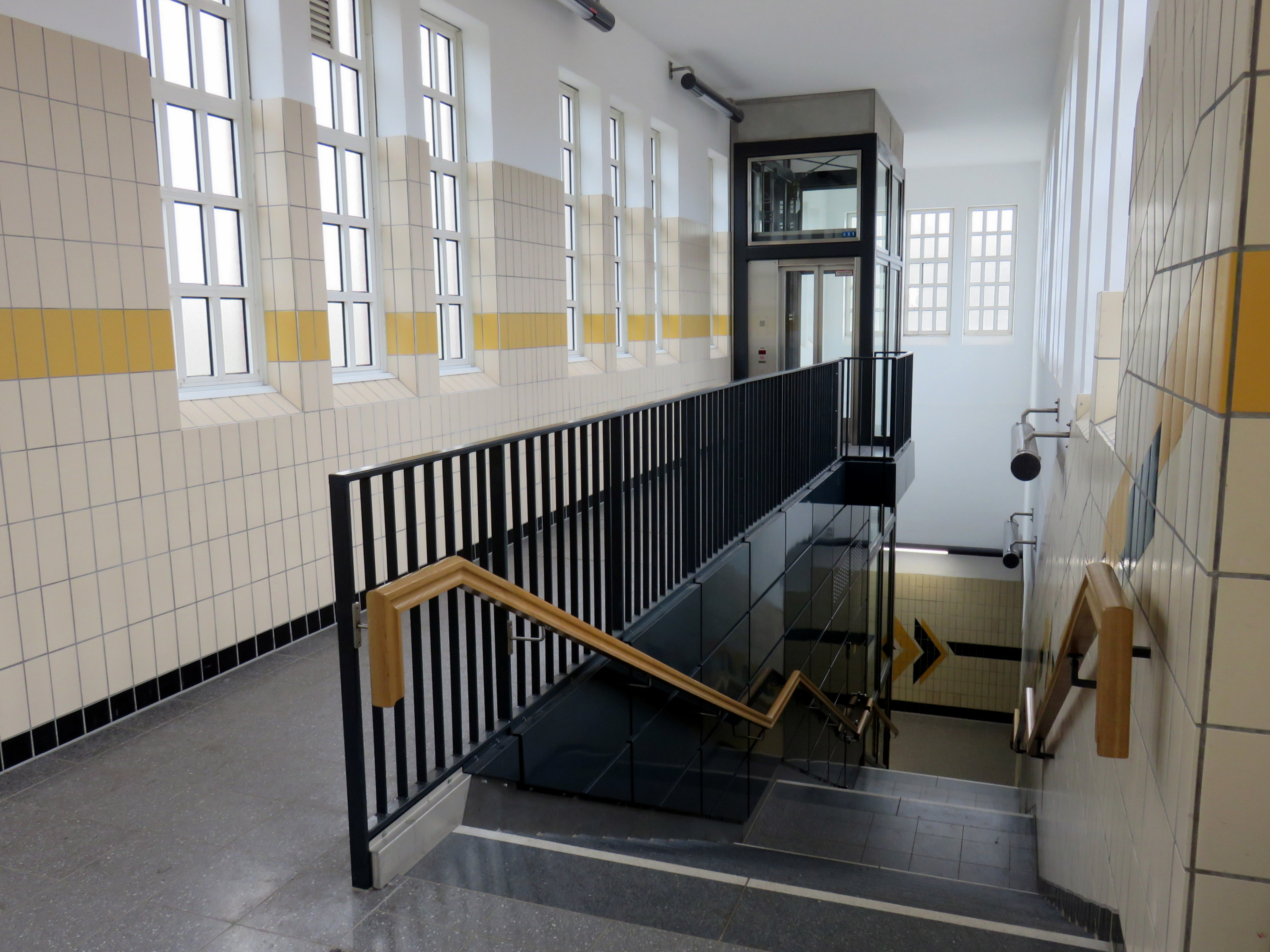
Der Treppenabgang nach dem Lift-Einbau 2017

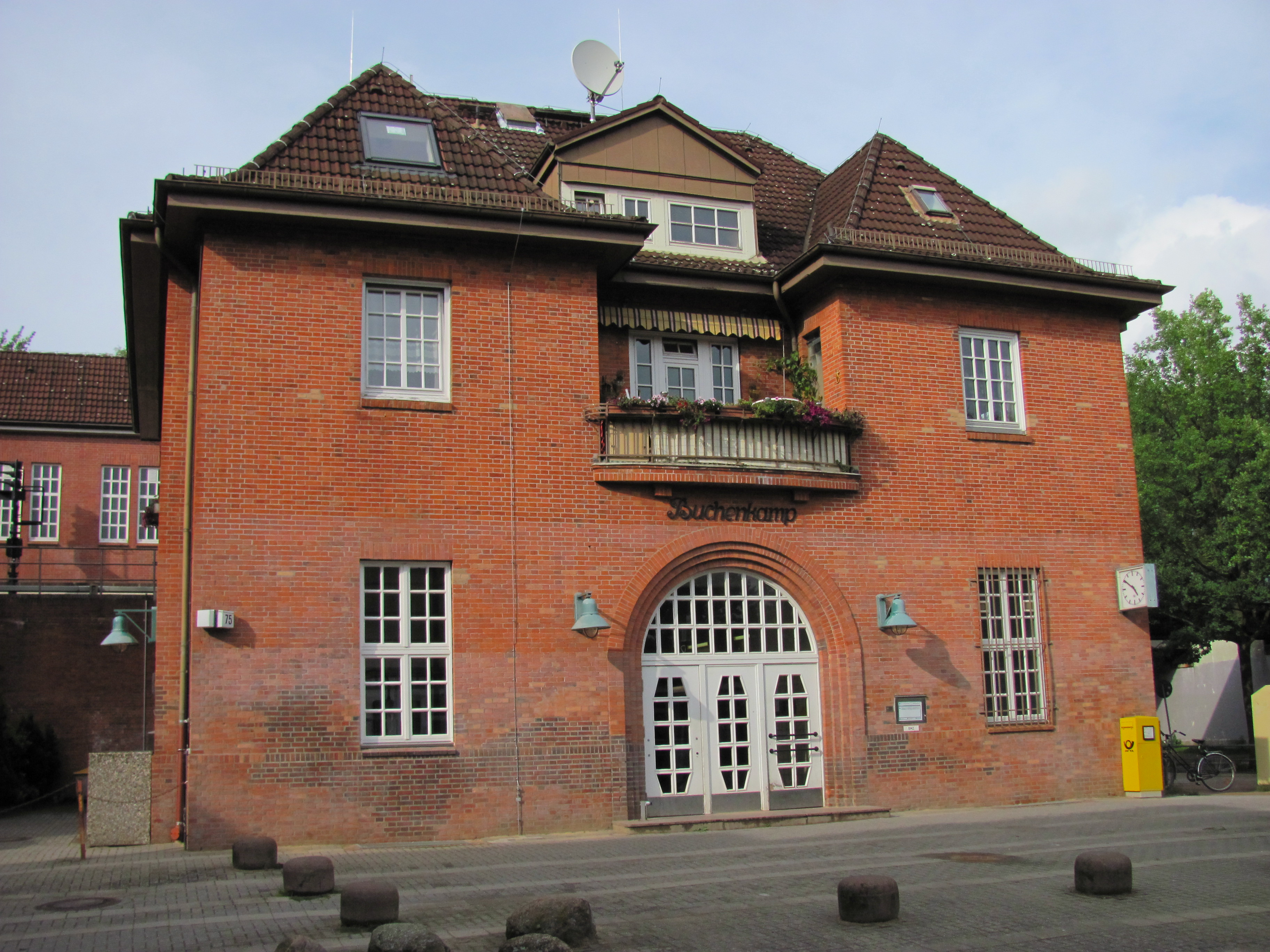
Das Bahnhofsgebäude von 1914, Entwurf: Eugen Göbel

Der Bahnhof verfügt über einen ca. 120 Meter langen Mittelbahnsteig in Dammlage, der im Osten an der Straße „Moorbekweg“ endet.
Vom Bahnhof Volksdorf bis Buchenkamp ist die Strecke zweigleisig, hinter dem Bahnhof führen die Gleise zusammen. Der Rest des Großhansdorfer Abschnitts der U1 ist eingleisig mit Ausnahme je einer Ausweichstelle in den Bahnhöfen Ahrensburg-West, Schmalenbeck und Großhansdorf.
Seit dem 2. Februar 2017 ist der Bahnhof barrierefrei und per Aufzug erreichbar.

## Geschichte
Der Bahnhof wurde um 1914 nach einem Entwurf von Eugen Göbel gebaut und am 5. November 1921 eröffnet, damals zunächst nur eingleisig.
1935 wurde das zweite Gleis von Volksdorf bis Buchenkamp wiedereröffnet.
| Linie | Verlauf |
| ----- | --- |
| U 1   | Norderstedt Mitte – Richtweg – Garstedt – Ochsenzoll – Kiwittsmoor – Langenhorn Nord – Langenhorn Markt – Fuhlsbüttel Nord – Fuhlsbüttel – Klein Borstel – Ohlsdorf – Sengelmannstraße (City Nord) – Alsterdorf – Lattenkamp (Sporthalle) – Hudtwalckerstraße – Kellinghusenstraße – Klosterstern – Hallerstraße – Stephansplatz (Oper/CCH) – Jungfernstieg – Meßberg – Steinstraße – Hauptbahnhof Süd – Lohmühlenstraße – Lübecker Straße – Wartenau – Ritterstraße – Wandsbeker Chaussee – Wandsbek Markt – Straßburger Straße – Alter Teichweg – Wandsbek-Gartenstadt – Trabrennbahn – Farmsen – Oldenfelde – Berne – Meiendorfer Weg – Volksdorf / Streckenast Ohlstedt – Buckhorn – Hoisbüttel – Ohlstedt \ Streckenast Großhansdorf – Buchenkamp – Ahrensburg West – Ahrensburg Ost – Schmalenbeck – Kiekut – Großhansdorf |